# Franz Heep
Adolf Franz Heep (Fachbach, 24 de julho de 1902 — Paris, 4 de março de 1978) foi um arquiteto alemão. Atuou em São Paulo nas décadas de 1950 e 1960.
Durante sua permanência no Brasil, Heep projetou inúmeros edifícios, sendo que alguns deles se tornaram referências da arquitetura brasileira, como o Edifício Itália. 

## Biografia
Estudou arquitetura na Escola de Artes e Ofícios de Frankfurt, que como a Bauhaus, foi uma escola implementou profundas reformas no ensino da arte e da arquitetura, como ênfase na essência do design, mas sem abrir mão da criatividade.  Na escola de Frankfurt, Heep foi aluno de Walter Gropius e Adolf Meyer, com quem posteriormente trabalhou na prefeitura de Frankfurt, entre 1924 a 1928. Neste período, a construção dos bairros de Höhenblick e Römerstadt utilizou métodos de construção industrializada, com o uso de paredes em painéis pré-fabricados e caixilharias padronizadas. No ano de 1928, Heep se mudou para Paris, onde trabalhou com Le Corbusier por quatro anos. Ainda em Paris, Heep desenvolveu em sociedade com Jean Ginsberg alguns edifícios verticais de habitação para a classe média. Após a II Guerra Mundial, Franz Heep chegou a São Paulo, onde atuou na consolidação e racionalização de um modelo vertical de morar, produzindo duas dezenas de edifícios residenciais. 
Na década de 50 e 60 Heep contribuiu como professor de Projeto da Faculdade de Arquitetura e Urbanismo Universidade Presbiteriana Mackenzie e em seguida, trabalhou como membro do Conselho de Arquitetura da Organização das Nações Unidas - ONU para os países latino-americanos.

## Obras
- 1949: Edifício Tinguá
- 1952: Edifício Ouro Verde [4]
- 1952: Edifício Marajó [4]
- 1953: Edifício Ibaté
- 1953: Edifício Maracanã
- 1953: Edifício Normandie
- 1953: Edifício Icaraí
- 1953: Edifício Arapuan [4]
- 1953: Conjunto dos Dominicanos
- 1954: Novotel Jaraguá
- 1954: Edifício Ouro Preto [4]
- 1955: Edifício Araraúnas
- 1956: Edifício Iporanga
- 1956: Edifício Guaporé [4]
- 1956: Edifício Buriti [4]
- 1958: Edifício Lausanne
- 1958: Edifício Lugano e Locarno
- 1959: Edifício Arlinda
- 1960: Edifício Caiobá (Primeiro Prédio da Cidade de Matinhos-PR)
- 1965: Edifício Itália